# Promethes dolosus
Promethes dolosus är en stekelart som beskrevs av Dasch 1964. Promethes dolosus ingår i släktet Promethes och familjen brokparasitsteklar. Inga underarter finns listade i Catalogue of Life.